# Edén (novela)
Edén (Eden) es una novela de ciencia ficción del escritor polaco Stanisław Lem publicada por la editorial Iskry en 1959.

## Trama
Por error de cálculo, una astronave entra en colisión con la cola atmosférica de un planeta y cae en él.
Tras salir del vehículo, los miembros de la expedición emprenden la exploración del mundo desconocido, al que llaman Edén. Componen el grupo el coordinador, el médico, el físico, el químico, el ingeniero y el cibernético. En general, a lo largo de la historia estos personajes serán nombrados de esa manera, como representantes que son de las áreas del conocimiento de las que se parte para entender lo que van encontrando en el planeta desconocido y lo que van sabiendo de él esos mismos personajes. 
Después de atravesar una inquietante zona agreste, los náufragos del espacio llegan a una factoría automática, donde asisten a un ciclo de fabricación, destrucción y reciclaje. Espantados, se vuelven a la nave. Cuando llegan allí, se dan cuenta de que ha entrado una criatura cuyo torso es retráctil, que tiene un cuerpo grácil superior asentado en otro inferior más robusto, y los humanos llamarán a estos seres, que constituyen la especie dominante del planeta, "dobles", por entender que tienen doble cuerpo.
Al día siguiente, los náufragos del espacio van en busca de agua, y durante su excursión ven a varios nativos que conducen vehículos que parecen corresponder a una técnica avanzada. Acaban teniendo una disputa con un doble que es conductor de uno de ellos, lo matan y regresan a la nave para preparar la defensa. Cuando por fin se dan cuenta de que no hay represalia, una mitad del equipo parte de exploración con un todoterreno mientras la otra mitad se queda para reparar la nave.
Los expedicionarios encuentran unas construcciones que parecen tumbas y contienen centenares de esqueletos conservados, y, junto a ellas, una aldea. Dos de los miembros emprenden la exploración del poblado, y asisten a una estampida de nativos indiferentes a los visitantes. No obstante, una de esas criaturas se sube al todoterreno y rehúsa volver al poblado, así que se la llevan a la nave. Cuando llegan allí, se enteran de que algunos dobles se han acercado con vehículos al lugar del aterrizaje forzoso para llevar a cabo un reconocimiento y después se han escabullido.
Después de algunos tanteos con el nativo alojado y otra expedición en busca de agua, prevén una inminente represalia de los dobles. Al poco, las inmediaciones del lugar de aterrizaje son objeto de un bombardeo que dura varias horas, pero no se advierte intento de destruir la nave. Por último, comienza a formarse una pared de un material parecido al cristal que surge de los socavones hechos por las bombas, y crece hasta formar una cúpula de aislamiento de la nave. Entienden entonces los humanos que los nativos de Edén tienen conocimientos avanzados en el campo de la nanotecnología.
El doble alojado no es muy comunicativo, lo que lleva a pensar a sus anfitriones que presenta una suerte de retraso mental. Siguiendo con los supuestos, consideran que los dobles desnudos que han visto están siendo víctimas de un genocidio. Se toma la decisión de llevar a cabo una exploración más amplia, y se pone a punto el "Defensor", un meca que han conseguido reparar. Revientan una parte de la cúpula de cristal y se encaminan al suroeste. En su viaje, llegan a observar de lejos por primera vez la vida de los dobles.
Por la noche, en su camino de regreso, los expedicionarios ven que algunos dobles desnudos están siendo gaseados por dobles militares. Los humanos emplean sus armas de antimateria y matan a algunos militares, pero también a algunos desnudos. Cuando llegan hasta la nave, ven que la propia cúpula ha reparado en su mayor parte el hueco por el que han salido, así que abren otro hueco. Tras hacerlo, se precipitan a la nave para protegerse de la radiación. 
Comienzan a deliberar para establecer un próximo plan, y entonces se presenta un doble de los que van vestidos. Intentando por ambas partes la comunicación, los humanos se dan cuenta de que el visitante tiene conocimientos de astronomía. Le hacen entender que se ha expuesto a tal punto a la radiación que es fácil que muera,  y entonces intentarán uno y otros aprovechar el tiempo para aprender tanto como puedan. Mediante una computadora de traducción, comienzan a entenderse, siendo conscientes los humanos de que su captación del sentido del discurso del recién llegado estará sujeta a un antropocentrismo que no será posible evitar por completo, obstáculo al que ya se han acostumbrado.
En Edén hay un control de información parecido al que expone George Orwell en su novela 1984. La sociedad de Edén es casi autorregulada, y el sistema de gobierno se basa en el uso de una ciencia que llama Lem procústica y que se corresponde en parte con lo que llamamos hoy memética: se trata, en la novela de Lem, de una dictadura que se niega a sí misma para no poder ser deshecha, que moldea los sectores sociales y la población en general para que su comportamiento se adapte a los designios de unos dirigentes ocultos mediante un control social que se sirve del distinto suministro de información a los diferentes estratos sociales, según entienden los náufragos del espacio de lo que refiere el visitante. Un ejemplo de los efectos de esa manipulación es el propio funcionamiento del campo de concentración que resulta ser la supuesta aldea que han visitado los expedicionarios: no tiene guardia, y los internos permanecen allí por lo que parece ser su propia voluntad.
Los dobles tienen un conocimiento casi nulo de la energía nuclear, pero sí que han hecho avances en el campo de la genética, y han llegado a emprender un experimento de gran alcance de mejora de la especie. El intento ha sido fallido, ha dado lugar a numerosos ejemplares aberrantes, y muchos de los supervivientes entre ellos son relegados. Como es la tónica general con todo lo que concierna al gobierno y, para empezar, al gobierno mismo, se niega que se haya hecho tal experimento; por tanto, se niega también que se hayan empleado factorías para llevarlo a cabo y se elimina a quien se sabe que es consciente de la existencia de ellas. A las capas altas de la sociedad se les dice que los recién llegados del espacio exterior, al haber estado expuestos a los rayos cósmicos, han sufrido deformaciones, y por eso se los tiene en esos reductos.
Todo eso alcanza a referirles el visitante, y que al verlos ha decidido aprovechar una oportunidad que sólo se presenta una vez en la vida. Los humanos lo entienden y lo celebran, partícipes del sentimiento de su acogido.
Ya reparada la astronave, sus ocupantes se disponen a abandonar el planeta. El doble aficionado a la astronomía, aunque se ha recobrado por completo de los efectos de la radiación, no quiere irse con sus alojantes, y él y el otro se quedan viendo cómo despega el vehículo, escogiendo así morir en lugar de escapar.
Los ocupantes de la nave ven por última vez el planeta: una preciosa esfera de color violeta cuyo atractivo, como recuerdan ahora, los llevó a acercarse más de la cuenta y a llamarlo Edén.